# Monaj
Monaj es un pueblo ubicado en el distrito de Szikszó, en el condado de Borsod-Abaúj-Zemplén, Hungría.

## Superficie
Posee una superficie de 11,53 kilómetros cuadrados.

## Demografía
Hasta 2019 la población era de 255 habitantes, con una densidad de población de 22,12 habitantes por kilómetro cuadrado.